# Ircinia schulzei
Ircinia schulzei är en svampdjursart som beskrevs av Arthur Dendy 1905. Ircinia schulzei ingår i släktet Ircinia och familjen Irciniidae.
Artens utbredningsområde är havet utanför Indien. Inga underarter finns listade i Catalogue of Life.